# Alexandra Dowling
Alexandra Dowling (* 22. Mai 1990) ist eine britische Theater- und Filmschauspielerin, die vor allem durch ihre Darstellung der Königin Anne in der BBC-Fernsehserie Die Musketiere bekannt geworden ist.

## Werdegang
Von 2009 bis 2012 besuchte sie die Oxford School of Drama, die sie mit einem Diplom abschloss. Seit 2014 spielt sie die Königin Anne in Die Musketiere.

## Filmografie (Auswahl)
- 2012: Merlin – Die neuen Abenteuer (Fernsehserie, 1 Folge)
- 2013: Hammer of Gods
- 2013: Game of Thrones (Fernsehserie, 1 Folge)
- 2013: Elefanten vergessen nicht (Agatha Christie’s Poirot; Fernsehserie, Folge Elephants can remember)
- 2014–2016: Die Musketiere (Fernsehserie)
- 2022: Emily
- 2023: Falling into Place

## Hörspiele
- 2017: John Sinclair - Demon Hunter: A Long Day in Hell (nach dem Roman von Gabriel Conroy und der originalen Vorlage von Helmut Rellergerd) als Elizabeth Bathory – Regie: Douglas Welbat